# Městské opevnění (Budva)
Městské opevnění (srbsky Gradske zidine) je středověký fortifikační systém přístavního města Budva v Černé Hoře, jehož hrady se dochovaly v celé délce přibližně jednoho kilometru.
Opevnění vzniklo ve středověku, v době, kdy město ovládala tzv. Benátská republika. Nejspíše se tak stalo však již na antických základech, které vznikly v době, kdy Budva byla řeckou kolonií. Během zemětřesení v roce 1667 byly hradby do značné části zničeny a na troskách původních vzniklo opevnění nové. Další škody středověkým hradbám způsobily otřesy v roce 1979. Vzhledem k historické hodnotě starého jádra města Budva byly hradby uvedeny do původní podoby v krátké době. Opevnění mělo několik bastionů a celkem šest bran: Hlavní, Železnou, Východní, Kněžskou, Pizanskou a Muravskou.